# Médard Léopold Ouédraogo
Médard Léopold Ouédraogo (ur. 8 czerwca 1953 w Wagadugu) – burkiński duchowny rzymskokatolicki, w latach 2012–2022 biskup pomocniczy Wagadugu, biskup Manga od 2022.

## Życiorys
Święcenia kapłańskie przyjął 30 czerwca 1979 i został inkardynowany do archidiecezji Wagadugu. Przez wiele lat pracował jako duszpasterz parafialny oraz jako wykładowca burkińskich seminariów duchownych. Od 2009 wikariusz generalny archidiecezji.
28 maja 2012 został mianowany biskupem pomocniczym Wagadugu i biskupem tytularnym Sutunurca. Sakry biskupiej udzielił mu 11 sierpnia 2012 abp Philippe Ouédraogo. 16 czerwca 2022 papież Franciszek minował go biskupem diecezji Manga.